# Synsphyronus apimelus
Espèce
Synsphyronus apimelus est une espèce de pseudoscorpions de la famille des Garypidae.

## Distribution
Cette espèce est endémique du Great Southern en Australie-Occidentale. Elle se rencontre dans la chaîne de Stirling.

## Description
La femelle holotype mesure 4,2 mm et le mâle paratype 3,4 mm.

## Publication originale
- Harvey, 1987 : A revision of the genus Synsphyronus Chamberlin (Garypidae: Pseudoscorpionida: Arachnida). Australian Journal of Zoology, Supplementary Series, no 126, p. 1-99.